# Cross (fleuve)
Cet article concerne le fleuve d'Afrique. Pour l'État du Nigéria, voir État d'Ogun.
Le Cross (en anglais Cross River, ou localement Oyono) est un fleuve long de 489 km qui coule au Cameroun et au Nigeria vers le golfe de Guinée près de la ville nigériane Calabar qui est la capitale de l'État de Cross River.

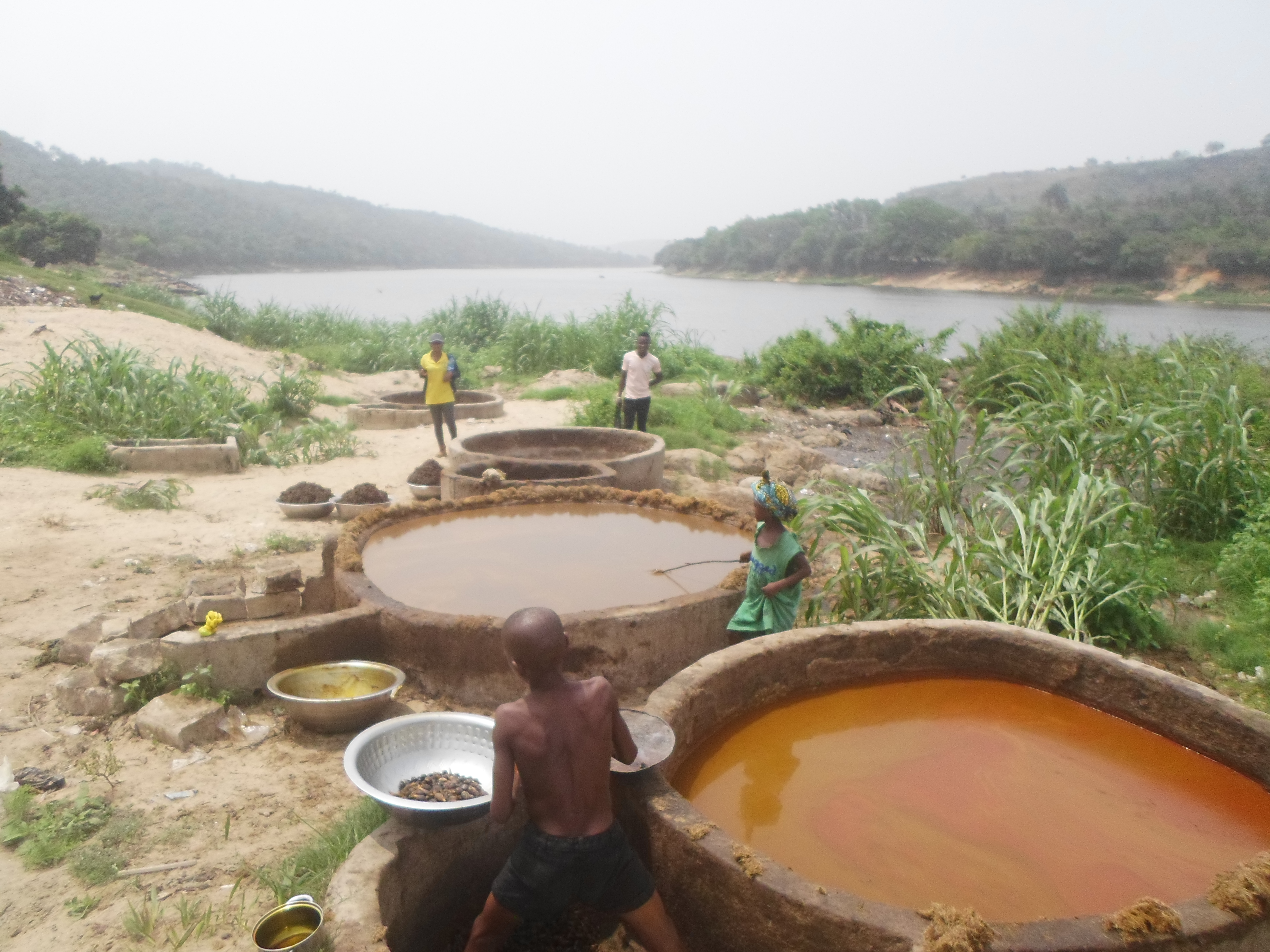
Préparation de l'huile de palme au bord du fleuve.

Le cours d'eau prend sa source dans les Monts Bakossi dans l'Ouest du Cameroun. Selon les normes africaines, son bassin versant sujet a de fortes précipitations, devient très large.
Au cours de ses 80 derniers kilomètres vers la mer, il traverse une zone de forêt humide marécageuse possédant nombreuses criques et qui forme un delta, long de 50 km et large de 20 km, situé entre les villes d'Oron, sur la rive ouest et Calabar, sur la rive est, près de son confluent avec la rivière Calabar. La partie Sud-Est de ce delta se trouve en territoire camerounais.
Son affluent principal est la rivière Aloma venant de l'État de Benue au Nord.